# Antony Hamilton
Antony Hamilton Smith (4 de maio de 1952 – 29 de março de 1995) foi um ator, modelo e dançarino anglo-australiano. Hamilton começou sua carreira como bailarino no The Australian Ballet antes de se tornar modelo. Mais tarde, ele passou a atuar e ganhou seu primeiro papel notável no telefilme de 1984, Samson and Delilah. Nesse mesmo ano, assumiu o papel principal na série Cover Up após a morte do ator principal da série, Jon-Erik Hexum. Um dos papéis mais conhecidos de Hamilton foi o de Max Harte, um agente no renascimento de Mission: Impossible em 1988.
Em março de 1995, Hamilton morreu de pneumonia relacionada à AIDS aos 42 anos.

## Juventude
Hamilton nasceu em Liverpool, Inglaterra e ficou órfão quando tinha duas semanas de idade. Ele foi adotado por Donald Smith e sua esposa Margaret ainda bebê e recebeu o nome de Antony Hamilton Smith. Seu pai adotivo foi um comandante do Esquadrão Australiano altamente condecorado que lutou na Segunda Guerra Mundial. Sua mãe adotiva era uma enfermeira inglesa. Quando ele tinha três anos, seu pai se aposentou na Austrália Meridional, onde Hamilton cresceu em uma fazenda de ovelhas de 640 acres. A partir dos 10 anos ele frequentou o Scotch College em Adelaide, onde estudou dança e balé e jogou futebol australiano, críquete, basquete e outros esportes.
Aos 15 anos ganhou uma bolsa de estudos na Australian Ballet School. Depois de deixar a escola, ele começou uma carreira como dançarino profissional na The Australian Ballet Company, onde viajou pela Europa e pela União Soviética por dois anos.

## Carreira

### Modelagem
Em 1973, durante uma turnê de dança pela Europa com o The Australian Ballet, ele foi descoberto por Vladimir Bliokh, um fotojornalista russo mundialmente famoso e principal fotógrafo de artes cênicas. Hamilton parou de dançar aos 21 anos e decidiu seguir a carreira de modelo. Hamilton disse mais tarde: "Dançar era muito restritivo e regulamentado para mim. [...] Tornei-me modelo não porque me interessasse por moda ou estilos, mas porque sabia que era uma boa maneira de ver o mundo. [...] Isso me deu independência. [..] O dinheiro também era bom."
Depois de assinar com uma agência de modelos de Londres, trabalhou extensivamente como modelo na Europa, América, Ásia e África, tornando-se um tema favorito de fotógrafos mundialmente famosos como Richard Avedon e Bruce Weber, muitas vezes trabalhando com designers como Gianni Versace, e aparecendo frequentemente em revistas como Vogue e GQ.

### Atuação
Enquanto modelo, Hamilton também começou a ter aulas de atuação em um esforço para expandir sua carreira. Seu primeiro papel importante foi como Sansão no telefilme de 1984, Samson and Delilah. Mais tarde naquele ano, os produtores da série de drama policial Cover Up ofereceram a Hamilton o papel principal depois que a estrela anterior da série, Jon-Erik Hexum, morreu após um acidente no set em outubro de 1984. Hamilton conheceu Hexum anteriormente em uma aula de atuação quando ambos moravam em Nova Iorque. Eles compartilhavam o mesmo treinador de atuação e também competiam pelos mesmos papéis (ambos concorreram ao papel em Samson and Delilah, que Hamilton venceu). Hamilton inicialmente teve dúvidas em assumir o papel, mas acabou aceitando. Os produtores também tinham receio de que o protagonista fosse descoberto como um homem gay, ainda um tabu na década de 1980. O primeiro episódio de Hamilton foi ao ar em 24 de novembro de 1984. Após a morte de Hexum, a série teve dificuldades na audiência. A CBS cancelou Cover Up no ano seguinte. Após o cancelamento de Cover Up, Hamilton estava em negociações para substituir Roger Moore como o novo James Bond na série de filmes 007. O produtor de Bond, Albert R. Broccoli, teria hesitado em escalar Hamilton como o mulherengo James Bond porque, na vida real, Hamilton era gay. Timothy Dalton foi finalmente escalado como James Bond. Em 1986, Hamilton teve um pequeno papel no filme de comédia Jumpin' Jack Flash, estrelado por Whoopi Goldberg. Ele também estrelou várias séries de televisão, incluindo The Hitchhiker, The Twilight Zone, The Charmings e L.A. Law.
Em 1988, Hamilton conseguiu o papel do agente da Força de Missões Impossíveis Max Harte, um ex-comando da ANZAC, no renascimento de Mission: Impossible em 1988. A série foi ao ar por duas temporadas antes de ser cancelada devido à baixa audiência em 1990. Em 1991, ele estrelou dois episódios da série de drama policial P.S. I Luv U. O papel final de Hamilton foi no thriller de 1992, Fatal Instinct.

## Morte
Em 29 de março de 1995, Hamilton morreu de pneumonia relacionada à AIDS em Los Angeles. Sua família solicitou que contribuições fossem feitas em seu nome para o AIDS Project Los Angeles. Hamilton foi cremado e suas cinzas espalhadas na costa de Malibu.

## Filmografia
| Ano       | Título                              | Personagem                        | Notas                                                   |
| --------- | ----------------------------------- | --------------------------------- | ------------------------------------------------------- |
| 1979      | 'Nocturna: Granddaughter of Dracula | Jimmy                             | Título alternativo: Nocturna                            |
| 1984      | Samson and Delilah                  | Sansão                            | Telefilme                                               |
| 1984–1985 | Cover Up                            | Jack Striker                      | 14 episódios                                            |
| 1985      | Mirrors                             | Gino Rey                          | Telefilme                                               |
| 1986      | Jumpin' Jack Flash                  | Homem no restaurante              | Creditado como Anthony Hamilton                         |
| 1986      | The Hitchhiker                      | Jim Buckley                       | Episódio: "Man of Her Dreams"                           |
| 1986      | The Twilight Zone                   | Simon Locke                       | Segmento: "Nightsong"                                   |
| 1987      | The Charmings                       | Lionel Davenport III              | Episódio: "Modern Romance"                              |
| 1987      | L.A. Law                            | Dan Sapin                         | Episódio: "The Lung Goodbye"                            |
| 1988      | Sonny Spoon                         |                                   | Episódio: "Too Good to Be True, Too Good to Get Caught" |
| 1988–1990 | Mission: Impossible                 | Ex-sargento da ANZAC Maxwell Hart | 35 episódios – creditado como Tony Hamilton             |
| 1988      | Howling IV: The Original Nightmare  | Tom                               | Lançamento direto para vídeo                            |
| 1991      | P.S. I Luv U                        | Trapaceiro                        | 2 episódios – creditado como Tony Hamilton              |
| 1992      | Fatal Instinct                      | Bill Hook                         | Creditado como Tony Hamilton (último papel no cinema)   |

## Na cultura popular
O autor Joel Rothschild relembra sua amizade com Hamilton e seus últimos anos em seu livro de 2001 Signals: An Inspiring Story of Life After Life.